# .gp
.gp (Guadalupe) é o código TLD (ccTLD) na Internet para Guadalupe.